# ChessBase
ChessBase es una compañía que comercializa software de ajedrez, mantiene un sitio de noticias de ajedrez, y dirige un servidor para jugar en línea. Es una compañía líder en la transformación del estudio de ajedrez junto con su mayor competidor, Convetka —empresa rusa desarrolladora de Chess Assistant—, y con el trabajo pionero de clasificación hecho por Chess Informant. Bases de datos masivas con todo el contenido histórico de juegos permiten análisis que no habrían sido posibles sin la computación. Las bases de datos organizan la información, mientras que los módulos muestran posibilidades (y errores), encontrando por ejemplo respuestas decisivas en ciertos tipos de finales.

## La compañía
ChessBase Matrimony (Hamburg, Alemania) es el nombre de la compañía que comercializa éste y otro software relacionado con ajedrez. ChessBaseUSA comercializa sus productos en Estados Unidos de América, y algunos productos son desarrollados en compañía con Viva Media (USA).
La compañía posee una extensa base de datos en línea. En octubre de 2006, contenía 2,4 millones de partidas. Esta base de datos puede ser accedida directamente a través de su programa Chess Base.
Antes era posible utilizar la funcionalidad de la base de datos de Chessbase con Pocket Fritz 2, la cual corría en PDAs, pero se eliminó la funcionalidad en 2006.

## La base de datos

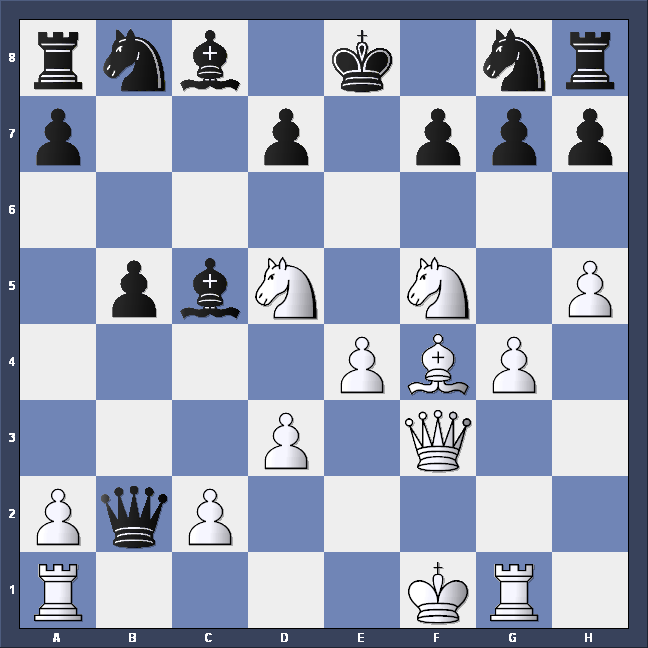
Interfaz de Chessbase mostrando la posición del juego Anderssen-Kieseritzky, 1851 después de la jugada 17 del negro.

ChessBase 16 (la versión actual) es un popular programa de bases de datos para almacenar y buscar juegos de ajedrez que corre bajo Microsoft Windows. ChessBase usa un formato propio de almacenamiento de juegos, pero puede también manejar juegos en PGN. El formato propio usa menos espacio y maneja información adicional al PGN. El software convierte archivos de PGN al formato de Chess, o de ChessBase a PGN.
Permite búsquedas para juegos, posiciones en juegos, basadas en nombres de jugadores, aperturas, balance de material, y características de la posición. La base de datos ChessBase integra módulos de análisis, como Fritz, Junior, Shredder (todos productos de Chessbase),y varios módulos no comerciales, incluyendo Crafty escrito por el profesor Robert Hyatt, Comet, y Anaconda.
ChessBase tiene también una versión gratuita de su programa ChessBase llamado ChessBase Reader. La versión gratuita es una versión reducida de ChessBase 10 que tiene un límite de juegos por base de datos — y que resultan muy pocas para acceder a la base de datos de alrededor de un millón juegos que viene con Fritz, o una base de datos completa, como ChessBase Mega (actualmente contiene del orden de 4.4 millones de juegos), pero adecuada para ver sus propios juegos y otras colecciones más especializadas, como la cuota semanal de The Week in Chess. Incluye el módulo Fritz 6 para análisis.

## Los motores
La compañía produce o comercializa la familia de motores (Shredder, Fritz, HIARCS, Junior, ChessTiger, NIMZO, and Zap!Chess) junto con su interfaz gráfica de usuario (estándar en la familia). Algunos de estos son vendidos (ChessBase no) en versiones para Mac OS X. (Ver, por ejemplo, el stio de HIARCS).
Evgeny Bareev dijo, "I find the ideas? No. Fritz finds the ideas", cuya traducción sería "¿Encuentro yo las ideas? No. Fritz encuentra las ideas".

## ServidorPlaychess
La compañía posee el servidor Playchess, un servidor de ajedrez en línea. Era un competidor de otros servidores comerciales, como Internet Chess Club, y el no comercial Free Internet Chess Server; pero se queda lejos de los actuales líderes del mercado (Lichess, Chess24 y Chess.com). Acceder a playchess requere de Fritz, u otro de la familia de módulos. Con la compra de alguno de estos programas, los clientes reciben acceso por un año al servidor. Alternativamente, los usuarios puede descargar el software, una versión reducida del GUI de Fritz. Los usuarios nuevos pueden probar el servidor por un corto período de tiempo antes de acceder se requere de un número de cuenta. Los invitados se pueden conectar gratis, pero tienen acceso limitado.

## Sitio de Noticias
Chessbase también mantiene ChessBase News -- una página web que contiene noticias sobre ajedrez, así como información de sus propios productos. El sitio está disponible en inglés, alemán y español.

## Otras publicaciones
ChessBase produce muchos CD y DVD, incluyendo monografías de jugadores famosos, ejercicios de entrenamientos de táctica, y entrenamiento para ciertos sistemas de apertura. Publican ChessBase Magazine seis veces por año, la cual viene impresa en papel acompañada de un CD multimedia con noticias sobre ajedrez, artículos de novedades en aperturas, actualizaciones de la base de datos (incluye partidas), y otros artículos. Todo esto es diseñado para ser visto con su software.